# Cappelletti (cavalleria)
I Cappelletti, stradioti reclutati dalle regioni dalmate, erano cavalleggeri al servizio della repubblica di Venezia. Venivano così chiamati per via di un caratteristico copricapo che indossavano.
Con il nome Cappelletti, nel XIII secolo, si designò anche un gruppo di famiglie cremonesi di fazione guelfa, poi espulse dalla città da Umberto Pelavicino. I loro avversari di fazione ghibellina erano invece detti Barbarasi o Troncaciuffi.

## Nella letteratura

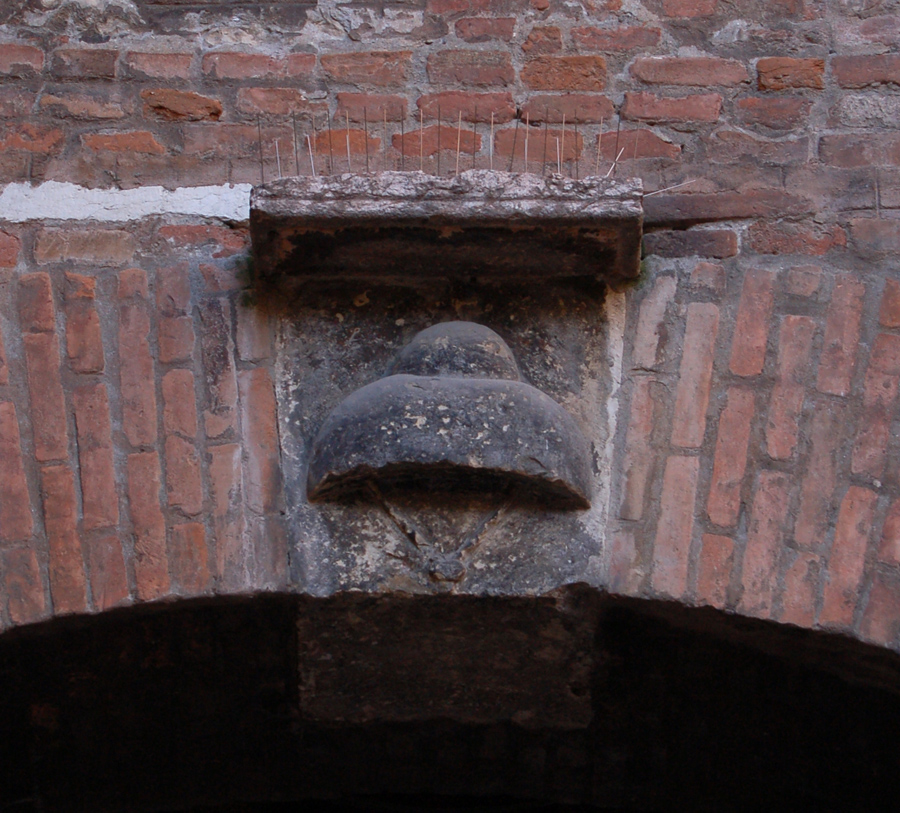
Verona, Casa di Giulietta, stemma Dal Cappello

Nella letteratura italiana e straniera, la famiglia Cappelletti viene spesso nominata per la sua rivalità con altre famiglie dell'epoca.
Nella Divina Commedia, ad esempio, Dante Alighieri li nomina nel VI canto del Purgatorio, importante canto politico, però non in veste di mercenari ma come guelfi di Cremona in giustapposizione con i Montecchi di Verona.
Il nome Cappelletti assurse però a fama mondiale nella deformazione Capuleti susseguente alla trasposizione in italiano del termine Capulet presente nella tragedia shakespeariana Romeo e Giulietta, ispirata dalla novella Historia novellamente ritrovata di due nobili amanti di Luigi da Porto, da cui il drammaturgo inglese tradusse il nome originale Cappelletti. Luigi da Porto ne fece erroneamente una famiglia di Verona anziché di Cremona, fuorviato da una erronea interpretazione del verso dantesco. Un'altra tradizione vuole che lo stemma sull'arco di ingresso della casa di Giulietta, a Verona, fosse quello appunto dei Cappelletti, indì per cui il palazzo venne designato come la casa shakespeariana, quando in realtà fu da sempre un edificio di proprietà dei Dal Cappello, mercanti di spezie e locandieri veronesi.
Vengono inoltre citati nel capitolo XXIX e XXX de I promessi sposi come protettori del territorio bergamasco dalle possibili razzie dei Lanzichenecchi, mercenari tedeschi che transitavano nel limitrofo territorio di Lecco.